# Alejandro Aguilar López
José Alejandro Aguilar López (Huamantla, Tlaxcala, 24 de abril de 1963) es un político mexicano, actualmente miembro del Partido del Trabajo (PT) y con anterioridad del Partido Acción Nacional (PAN). Ha sido en dos ocasiones diputado federal y en dos presidente municipal de Huamantla.

## Biografía
Es licenciado en Administración de Empresas y maestro en Ingeniería Administrativa. 
A partir de 2002 fue miembro activo del PAN, mismo año en que fue postulado como su candidato a Presidente municipal de Huamantla, logrando el triunfo y ejerciendo el cargo para el periodo de ese año a 2005; paralelamente, fue secretario y tesorero de la Asociación de Alcaldes de Tlaxcala. Al término, el gobernador de Tlaxcala Héctor Ortiz Ortiz lo nombró director del Instituto Tlaxcalteca para el Desarrollo Municipal. De 2005 a 2008 fue consejero estatal del PAN.
Renunció al cargo en 2006 para ser candidato del PAN a diputado federal por el Distrito 1 de Tlaxcala, resultó triunfador en el proceso electoral, resultando elegido para la LX Legislatura que concluyó en 2009. En esta legislatura fue integrante de las comisiones de Hacienda y Crédito Público; de Presupuesto y Cuenta Pública; especial de Ganadería; y, especial Encargada de Impulsar y Dar Seguimiento a los Programas y Proyectos de Desarrollo Regional del Sur-Sureste de México.
Se separó de la diputación el 23 de febrero de 2009 por licencia para ocupar el cargo de secretario de Desarrollo Económico en la administración del mismo gobernador Ortiz Ortiz. Al finalizar el gobierno, es elegido diputado a la LX Legislatura del Congreso del Estado de Tlaxcala por el distrito 18 local, para el periodo de 2011 a 2014.
En las elecciones de 2013 es nuevamente candidato del PAN a presidente municipal de Huamantla, logrando nuevamente ser elegido, esta vez para el periodo de 2014 a 2017. En 2016 buscó ser candidato del PAN a la gubernatura, pero esta le correspondió a Adriana Dávila Fernández. Renunció a su militancia en el PAN en 2018 y se unió al PT, que lo postuló el mismo año candidato a diputado local por la vía plurinominal, pero no logró ser elegido. 
En 2021 fue candidato de la coalición Juntos Hacemos Historia a diputado federal nuevamente por el distrito 1 de Tlaxcala. Fue elegido a la LXV Legislatura y se integró en el grupo parlamentario del PT. En la LXV Legislatura es secretario de la comisión de Cultura y Cinematografía; así como integrante de las comisiones de Desarrollo y Conservación Rural, Agrícola y Autosuficiencia Alimentaria; y, de Economía, Comercio y Competitividad.